# Electric Boat

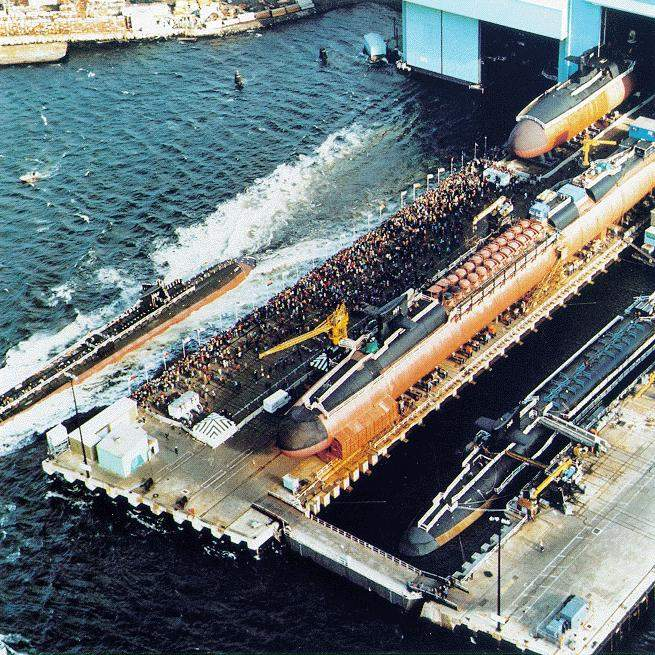
Drei U-Boote der Ohio- und eines der Los-Angeles-Klasse auf dem Gelände der EB, 1979

Die Electric Boat Corporation ist einer der größten Auftragnehmer für den Bau von U-Booten in den Vereinigten Staaten. Sie gehört zur Firmengruppe von General Dynamics. Die Werft von EB liegt in Groton, Connecticut, das Ausrüstungspier sowie Anlagen zur Rumpffertigung in Quonset Point, Rhode Island. Das Unternehmen beschäftigt heute rund 11.500 Mitarbeiter.

## Geschichte
Die Electric Boat Company wurde 1899 von Isaac Rice gegründet, um die ersten Entwürfe der Tauchboote von John Philip Holland zu bauen. 1900 wurde das erste U-Boot der United States Navy, die Holland dort vor der Indienststellung noch modifiziert.
Im Ersten Weltkrieg fertigte Electric Boat 85 Unterseeboote sowie, mittels Tochterunternehmen auch U-Jagd-Boote der SC-1-Klasse. Nach dem Ersten Weltkrieg bekam Electric Boat bis 1934 keine Aufträge der US Navy mehr. Während des Zweiten Weltkrieges baute das Unternehmen dann wiederum 74 U-Boote, 118 Liberty Ships und fast 400 PT-Schnellboote für die Navy.
1952 nahm das Unternehmen den Namen General Dynamics Corporation an, wobei Electric Boat als Geschäftszweig für den U-Boot-Bau zuständig blieb.
In der Zeit des Kalten Krieges nahm Electric Boat eine führende Rolle in der Produktion von Atom-U-Booten ein. So lief das erste Atom-U-Boot, die Nautilus 1954 dort von Stapel. Ebenso wurde das erste mit Atomraketen bestückte U-Boot, die George Washington, von Electric Boat gebaut.
Ab 1972 gingen alle Aufträge über die Raketen-Boote der Ohio-Klasse an Electric Boat, in den Folgejahren auch viele der Jagd-U-Boot-Aufträge über die Klassen Los Angeles, Virginia und Seawolf.